# Philipp Wirich von Daun

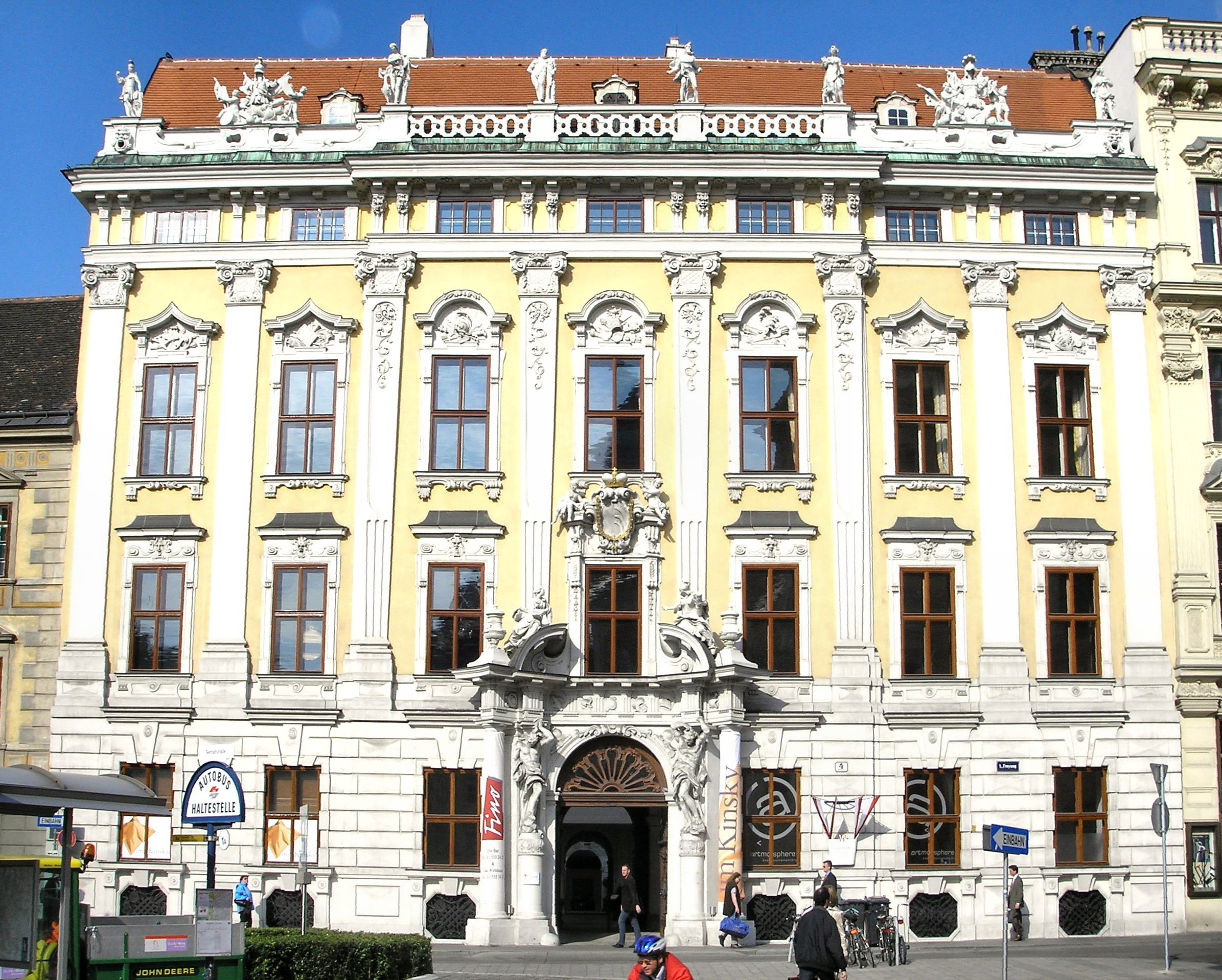
Pałac Kinskich w Wiedniu

Philipp Wirich von Daun lub Dhaun (ur. 19 października 1669 w Wiedniu, zm. 30 lipca 1741 tamże) – austriacki polityk i wysoki urzędnik państwowy. Jego synem był jeszcze sławniejszy wódz Leopold von Daun.

## Życiorys
Philipp Wirich von Daun urodził się w Wiedniu jako syn feldmarszałka hr. Wilhelma von Daun. Philipp Wirich służył w wojnie o hiszpańską sukcesję pod Eugeniuszem Sabaudzkim i zyskał sławę wojenną podczas udanej obrony Turynu w 1706 roku. 30 września 1707 roku zajął Gaetę.
Był dwukrotnym (od 1707 do 1708 i od 1713 do 1719) wicekrólem Neapolu. 12 stycznia 1708 został mianowany na stopień marszałka polnego.
W roku 1718 przegrał bitwę pod Milazzo podczas wojny poczwórnego sojuszu Anglii, Holandii, Francji i Austrii przeciw Hiszpanom, usiłującym podbić Sycylię.
Następnie był namiestnikiem Niderlandów Austriackich od listopada 1724 do 9 października 1725. Miał przygotować przybycie nowego gubernatora Marii Elżbiety Austriackiej, siostry cesarza Karola VI. Poprzednie nieudane rządy Hercule-Louis Turinettiego, mariza Prié spowodwały, że Daun był przyjęty przez Belgów jak zbawca. Wykorzystał popularność by zreformować obronność Belgii; włączając rodzime regimenty do cesarskiej armii austriackiej
Od 1725 do 1736 roku był gubernatorem Mediolanu. W latach 1713–1719 Johann Lucas von Hildebrandt zbudował dla niego „Daun´scher Palast”, znany dziś jako pałac Kinskich, ponieważ od 1764 znajdował się w rękach rodziny Kinsky. Von Daun zmarł w Wiedniu i został pochowany w kaplicy św. Jerzego w Augustinerkirche.